# 原田史葉
原田 史葉（はらだ しば、2003年4月27日 - ）は、日本の子役である。
ムーン・ザ・チャイルド所属。

## 出演

### テレビドラマ
- 明日の光をつかめ2（2011年7月 東海テレビ） 加賀美蓮(幼少期) 役

### CM
- 京成電鉄 「新型スカイライナー」 （2008年）
- トヨタ自動車 「ラクティス」 （2010年-）
- 日本公文教育研究会 「先生の仕事」編
- マクドナルド 「ドラえもん」
- LION 「ソフラン」
- LIPTON 「リプトンしりとり」